# Rivière de la Petite Nation
La rivière de la Petite Nation est un tributaire de la rive gauche de la rivière des Outaouais, dans l'ouest du Québec, au Canada. Elle prend sa source dans la région des Laurentides et se jette dans la rivière des Outaouais, dans la région homonyme, près de Plaisance, au Québec, au Canada.

## Hydrographie

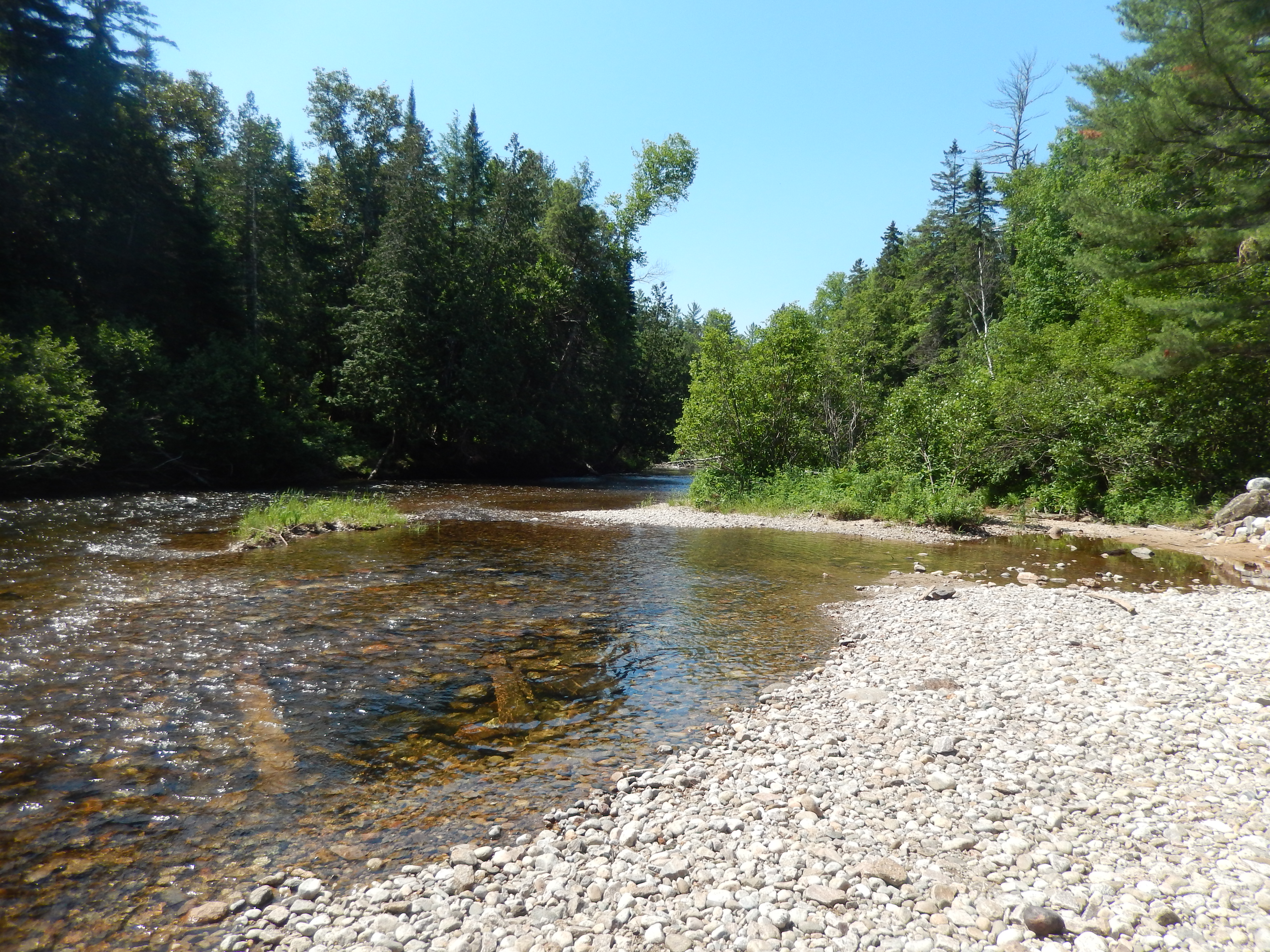
Rivière de la Petite Nation à Duhamel en aval de la chute aux Épinettes Rouges.

La rivière de la Petite Nation descend vers le sud à travers une longue vallée, en traversant plusieurs zones de villégiature développée. Du nord au sud, elle traverse ou longe plusieurs villages et hameaux : Duhamel, Lac-Simon, Chénéville, Lac-Grosleau, Côte-Saint-Pierre, Ripon, Saint-André-Avellin, Saint-Amédée, Portage-de-la-Nation et Plaisance.
La rivière de la Petite Nation traverse 27 lacs, dont 9 sont sans nom. À partir de la tête de la rivière, ces lacs sont : le lac Raymond, un lac sans nom, le lac Moreno, le lac Montigny, deux lacs sans nom, le lac des Grandes Baies, le lac Jean, un lac sans nom, le lac Wee, le lac Édouard, un lac sans nom, le lac du Crochet, le lac Perdu, le lac Rognon, le lac Saint-Denis, le lac Sergent, le lac Chénier, le lac Gagnon, trois lacs sans nom, le lac Simon, le lac Barrière, un lac sans nom, le lac Grosleau et le lac Simonet.
La rivière de la Petite Nation coule à travers plusieurs chutes d’eau : les chutes de la Montagne, les chute aux Épinettes Rouges, les chutes à Pontbrin, les chutes Lockbow, la chute du Diable, les chutes à Joubert, les chutes à Marcotte, la chute Fournel, les chutes du Portage, les chutes du Moulin et les chutes de la Petite Nation.
Les principaux bassins versants voisins de la rivière de la Petite Nation sont :
- à l'ouest : la rivière du Lièvre qui se déverse à Masson dans la rivière des Outaouais ;
- à l'est : la Petite rivière Rouge, la rivière Macaza et la rivière Maskinongé ;
- au sud : la rivière des Outaouais.

Parcours de la rivière en aval du lac Raymond (segment de 13,5 km)
À partir du lac Raymond (lac de tête), la rivière de la Petite Nation coule sur :
- 1,9 km vers le sud, puis vers l'est en traversant sur 0,4 km le lac Moreno jusqu'à son embouchure située à l'est. Le lac Moreno reçoit du côté ouest les eaux du lac Veuillot ;
- 2,4 km vers l'est, puis vers le sud-est en traversant le lac Montigny (long de 1,5 km), jusqu'à son embouchure situé au sud du lac ;
- 1,4 km vers le sud, jusqu'à la rive nord du lac des Grandes Baies ;
- 2,6 km vers les sud, en traversant le [ac des Grandes Baies dont la forme est très complexe, jusqu'à son embouchure située au sud du lac ;
- 1,0 km vers le sud, en traversant le lac Jean jusqu'à son embouchure située au sud du lac (long de 0,8 km) ;
- 1,3 km vers le sud, puis vers l'est en traversant le Petit lac Wee (long de 300 m) ;
- 0,8 km vers le sud jusqu'à la rive nord du lac Édouard ;
- 2,1 km vers le sud en traversant le lac Édouard, sur presque sa pleine longueur (soit 2,3 km), jusqu'à son embouchure située au sud ;

Parcours de la rivière en aval du lac Édouard (segment de 9,6 km)
À partir de l'embouchure du lac Édouard, la rivière de la Petite Nation coule dans la MRC Antoine-Labelle sur :
- 1,5 km vers le sud, puis vers l'est, jusqu'à l'embouchure du lac sans nom (long de 0,6 km). Sur une partie de ce segment, la rivière sert de limite est de la Réserve faunique de Papineau-Labelle ;
- 120 m vers l'est, jusqu'à la rive ouest d'une grande baie du lac du Crochet ;
- 2,0 km vers l'est, puis le sud, en traversant le lac du Crochet (long de 2,3 km dans le sens nord-sud) jusqu'à son embouchure située au sud du lac. Ce lac reçoit par sa rive ouest les eaux de la décharge du lac Goulet, et par sa rive est les eaux du lac des Isles ;
- 0,7 km vers le sud, dans une décharge d'une centaine de mètres, puis en traversant le lac Perdu (long de 0,6 km dans le sens nord-sud) ;
- 2,0 km vers le sud en traversant le lac Rognon (long de 2,1 km et formant un grand Z), après une décharge d'environ 180 m. Ce lac reçoit par le sud les eaux du lac à Joe ;
- 0,3 km vers le sud, jusqu'à la rive nord du lac Saint-Denis, juste à l'est de Pointe-Tarte ;
- 3,0 km vers l'ouest, puis vers le sud-ouest, en traversant le lac Saint-Denis. Ce lac est en forme de croissant ouvert vers le sud, dont la distance par l'eau entre les deux extrémités est de 5,6 km.

Parcours de la rivière en aval du lac Saint-Denis (segment de 45 km)
À partir de l'embouchure du lac Saint-Denis, situé au sud-ouest du lac, la rivière de la Petite Nation coule sur :
- 1,3 km vers le sud sur qu'à la rive nord du lac Sergent ;
- 3,2 km vers le sud en traversant le lac Sergent (altitude : 219 m) sur sa plein longueur. Le lac Sergent reçoit du côté est la décharge du lac Montjoie venant du nord-ouest ;
- 1,7 km vers le sud dont 120 m vers l'ouest, puis traversant le lac Chénier (altitude : 219 m) sur sa pleine longueur ;
- 1,1 km vers le sud, jusqu'à la rive nord du lac Gagnon ;
- 13,4 km vers le sud, en traversant le lac Gagnon (altitude : 213 m) sur sa pleine longueur ;
- 12,6 km vers le sud, en recueillant plusieurs ruisseaux, dans un parcours en plusieurs serpentins, jusqu'à l'embouchure de la rivière Preston (altitude : 208 m) ;
- 0,7 km vers le sud-ouest jusqu'à la rive nord du lac Simon ;
- 11,0 km vers le sud, en traversant le lac Simon (altitude : 208 m) sur sa pleine longueur.

Parcours de la rivière en aval du lac Simon (segment de 16,0 km)
À partir de l'embouchure du lac Simon, la rivière de la Petite Nation coule sur :
- 4,6 km vers le sud, puis vers l'est, en traversant le lac Barrière (altitude : 208 m) jusqu'au pont routier ;
- 2,0 km vers le nord, puis en faisant une grande courbe à 180 degrés vers l'est, pour revenir vers le sud jusqu'aux chutes à Pontbrin ;
- 3,5 km vers l'est, puis vers le sud en passant à l'ouest du village de Chénéville, puis vers le sud-ouest jusqu'aux chutes Lockbow ;
- 2,6 km vers le sud jusqu'au Pont Mireault (altitude : 173 m) ;
- 1,4 km vers le sud-ouest en traversant le lac Grosleau (longueur : 0,8 km orienté ; altitude : 172 m) jusqu'à son embouchure située au sud-ouest ;
- 1,9 km vers le sud en traversant le lac Simonet (altitude : 172 m) qui a la forme d'un croissant ouvert vers l'ouest.

Parcours de la rivière en aval du lac Simonet (segment de 19,8 km)
À partir de l'embouchure du lac Simonet, situé au sud-ouest du lac, le courant coule sur :
- 2,0 km  vers le sud en traversant la chute du Diable, puis vers l'ouest jusqu'au barrage des chutes à Joubert ;
- 3,7 km vers le sud, en passant à l'est du village de Ripon, jusqu'au rapide des Racines ;
- 1,4 km vers le sud-ouest jusqu'à la décharge du ruisseau Syntress, venant de l'ouest, lequel recueille les eaux du crique de la Montagne Noire et le ruisseau des Lacs à Foin ;
- 2,2 km vers le sud-ouest, puis le sud-est, jusqu'à la décharge du lac des Sœurs, venant du sud-ouest ;
- 3,2 km vers le sud-ouest, puis vers le sud-est, jusqu'au ruisseau Blais, venant du nord-est ;
- 0,4 km vers le sud-est jusqu'au ruisseau Cyr (altitude : 155 m), venant de l'ouest ;
- 0,9 km vers le sud, jusqu'au cours d'eau Major (altitude : 155 m), venant de l'ouest. Son embouchure est située juste au nord du village ;
- 0,7 km vers le sud-est, en traversant le village de Saint-André-Avellin où un pont routier enjambe la rivière, jusqu'au ruisseau Lafleur ;
- 1,7 km jusqu'aux Chutes à Marcotte, situées au sud du centre du hameau Chutes-à-Marcotte ;
- 3,6 km jusqu'à l'embouchure de la Petite rivière Rouge (altitude : 145 m), venant du nord.

Parcours de la rivière en aval de l'embouchure de la Petite rivière Rouge (segment de 27,1 km)
À partir de l'embouchure de la Petite rivière Rouge, la rivière de la Petite Nation coule sur :
- 3,2 km vers le sud, jusqu'au ruisseau du hameau Saint-Amédée ;
- 4,4 km dont 1,3 km vers l'ouest en milieu agricole, et 3,1 km vers le sud-ouest pont du Portage-de-la-Nation ;
- 5,2 km vers l'ouest jusqu'au ruisseau Gauthier, lequel reçoit les eaux du ruisseau des Quatorze (altitude : 115 m) ;
- 1,8 km vers le sud-ouest jusqu'au ruisseau Ménard (altitude : 109 m), venant de l'ouest ;
- 2,5 km vers l'ouest en traversant les chutes de la Petite Nation, jusqu'au ruisseau d'Argent (altitude : 92 m) ;
- 2,2 km vers le sud-ouest, jusqu'au pont routier près de North Nation Mills ;
- 3,0 km vers le sud jusqu'au ruisseau de la Loutre (altitude : 54 m) ;
- 1,3 km vers le sud, jusqu'au pont ferroviaire et routier ;
- 3,5 km vers le sud-est en passant au sud-est du village de Plaisance, en se connectant à la Baie de la Pentecôte ; puis bifurque vers le sud pour aller déverser dans la rivière des Outaouais (altitude : 46 m).

La zone près de l'embouchure de la rivière fut inondée par le barrage de la centrale hydroélectrique de Carillon. Les terres furent expropriées par Hydro-Québec et devinrent en 2002 le parc national de Plaisance.

## Histoire
Le nom de cette rivière québécoise fait référence au peuple algonquin qui habitait cette région, la Weskarini, qui signifie les gens de la petite nation.
La vallée de la Petite-Nation fait partie de la seigneurie de La Petite-Nation, à l'origine détenue par François de Montmorency-Laval, le premier archevêque de la Nouvelle-France. La seigneurie est acquise par Joseph Papineau et vendue plus tard par son fils, Louis-Joseph Papineau.
Joseph Papineau construit une scierie sur la rivière aux chutes de Plaisance. Le village est abandonné en 1920 lorsque la scierie ferme.